# Oreste Maggio
Oreste Maggio (Palermo, 12 dicembre 1875 – Palermo, 6 marzo 1937) è stato un medico italiano.

## Biografia
Laureatosi in medicina nel 1901 e nipote del celebre imbalsamatore siciliano Alfredo Salafia, egli è noto per aver messo a punto un personale processo di pietrificazione dei cadaveri, acclamato a Roma, Milano e Londra.
Nonostante numerosi riconoscimenti e premi, Maggio decise di interrompere le sperimentazioni in quanto incompatibili con la dottrina cattolica. Dedicatosi alla cura dei malati, negli anni venti sconfisse la malaria nel centro costiero di Ficarazzi, vicino a Palermo.